# Al-Judeida
Al-Judeida (àrab: الجديدة, al-Judayda) és una vila palestina de la governació de Jenin a Cisjordània al nord de la vall del Jordà, a 14 kilòmetres al sud de Jenin. Segons el cens de l'Oficina Central Palestina d'Estadístiques (PCBS), Al-Judeida tenia 4.378 habitants en 2007.

## Geografia
Al-Judeida està situada a l'extrem sud de la vall Marj Sanur en un petit turó amb una altura d'uns 425 metres sobre el nivell del mar. El nucli antic d'al-Judeida està al centre del poble i és relativament petit amb una àrea de 14 dúnams. Té carrerons estrets que s'uneixen en un quadrat al centre del nucli antic. Les localitats més properes són Siris al sud-oest, Meithalun al nord-oest, Sir al nord, 'Aqqaba al nord-est i Tubas a l'est.

## Demografia
Al-Judeida tenia 3,639 en el cens de 1997 de l'Oficina Central Palestina d'Estadístiques (PCBS). Els refugiats palestins i llurs descendents suposen el 17.5% dels habitants. En el cens de 2007 de la PCBS la població d'al-Judeida havia crescut a 4,738. El nombre de llars era de 923, amb una mitjana de cinc membres. Les dones eren el 49.8% de la població i els homes el 50.2%.

## Història
Al-Judeida és una vila antiga on s'hi ha trobat ceràmica romana d'Orient. Zertal assenyala que els tests de l'època romana d'Orient estaven a la vora del turó sobre la qual es troba al-Judeida.
S'hi ha trobat fragments de ceràmica al poble que en la seva majoria daten de les èpoques medieval i otomana. Durant el govern croat el 1168, al-Judeida era una finca anomenada "Gidideh".
Com la totalitat de Palestina, al-Judeida fou incorporada a l'Imperi Otomà en 1517. En els registres fiscals otomans de 1596 al-Judeida era una vila totalment musulmana amb una població de 10 famílies, situada al nàhiya de Jabal Sami, al sanjak de Nablus. Els habitants pagaven un impost fix del 33.3% dels productes agrícoles, com blat, ordi, cultius d'estiu, oliveres, cabres i ruscs, a més dels ingressos ocasionals i una premsa per raïm o oli d'oliva; un total de 3.500 akçe.
La majoria dels edificis al nucli antic de Judeida daten dels segles xvi i xvii. En 1870 l'explorador francès Victor Guérin va visitar al-Judeida, i la va descriure com a «amb jardins de figueres, magraners i olives. sembla que és un lloc antic, a causa de les moltes cisternes de roca tallada i les pedres ben tallades contingudes en les parets de les seves 35 cases.»
En 1882 fou descrita al Survey of Western Palestine del Fons per a l'Exploració de Palestina com «un poble de bona mida poble en un terreny pla, amb algunes oliveres.»
Al cens de Palestina de 1922, realitzat per les autoritats del Mandat Britànic, al-Judeida had tenia 361 musulmans, incrementats en el cens de 1931 a 569 musulmans en un total de 106 llars.
En 1945 la població era de 830 musulmans, amb 6.360 dúnams de terra, segons un cens oficial de terra i població. D'aquests, 2.211 dúnams eren usats per plantacions i terra de rec, 2.850 dùnams eren per cereals, amb un total de 20 dúnams de terra urbanitzada.
Com a conseqüència de la guerra araboisraeliana de 1948, i després dels acords d'armistici araboisraelians de 1949, al-Judeida van passar a pertànyer a Jordània i després de la Guerra dels Sis Dies de 1967, ha estat sota domini israelià. El dissabte 9 de gener de 2016 el resident Ali Abu Maryam (23) fou mort a trets per soldats israelians al control de carretera de Beka'ot.